# Cinacanthus coquilletti
Cinacanthus coquilletti är en skalbaggsart som beskrevs av Linell 1896. Cinacanthus coquilletti ingår i släktet Cinacanthus och familjen Aphodiidae. Inga underarter finns listade i Catalogue of Life.